# رضا کریم مجاور
رضا کریم مجاور (زاده ۱۳۵۷ خورشیدی در بوکان) نویسنده و مترجم ایرانی کُرد است.

## فعالیت ها
تا کنون آثار بسیاری را از زبان کردی به زبان فارسی برگردانده‌است. از کتاب‌های ترجمه شده به قلم ایشان می‌توان به شلم‌شوربا از عبدالرحمن شرفکندی هه ژار، ترانه‌های عاشقانهٔ غربت فرهاد پیربال، گورستان چراغان، سرودهای سنگی، میهمان خزانی و بوی نامه شیرکو بیکس کوله‌بار یک عاشق مادرزاد عبدالله پشیو، چشمانت چشمهٔ رنگ هاست رفیق صابر، گیسوانت سیه‌چادر گرمسیر و سردسیر من است، آیه‌های عاشقانه لطیف هلمت و ترجمه برخی از آثار بختیار علی (عمویم جمشیدخان، قصر پرندگان غمگین، شهر موسیقی‌دان‌های سفید) اشاره کرد. وی علیرغم عدم کارایی قانون کپی‌رایت در ایران بیشتر ترجمه‌هایش را با اجازه کتبی از نویسندگان و شاعران آثار به انجام رسانده‌است. کتاب علفهای هرز مزارع ایران و خواص دارویی آن‌ها حاصل تحقیقات وی در حیطهٔ گیاه‌شناسی است.  رضا کریم مجاور دارای مدرک کارشناسی در رشتهٔ کشاورزی از دانشگاه بوعلی سینا همدان و در حال حاضر ساکن شهر بوکان است.

## آثار (ترجمه)
ترجمه‌های رضا کریم مجاور، با ذکر چاپ اول:
1. شلم‌شوربا؛ چکیدهٔ خاطرات عبدالرحمان شرفکندی (هه ژار)، انتشارات کردستان ۱۳۸۲
2. گورستان چراغان؛ دیوان شعر شیرکو بیکس، نشر پویان ۱۳۸۴
3. سرودهای سنگی؛ دیوان شعر شیرکو بیکس، نشر پویان ۱۳۸۵
4. میهمان خزانی؛ دیوان شعر شیرکو بیکس، نشر چشمه ۱۳۸۶
5. کوله بارِ یک عاشق مادرزاد؛ گزیده اشعار عبدالله پشیو ۱۳۸۷
6. چشمانت چشمهٔ رنگهاست؛ گزیده اشعار رفیق صابر، نشر مرکز ۱۳۸۸
7. محلهٔ مترسک ها؛ گزیدهٔ داستانها کُردی از نویسندگان مختلف، با آرش سنجابی، نشر افراز ۱۳۸۸
8. گیسوانت سیه چادر گرمسیر و سردسیر من است؛ گزیده اشعار لطیف هَلمَت، نشر چشمه ۱۳۸۹
9. شهر موسیقیدانهای سفید، رُمان بختیار علی، انتشارات مروارید ۱۳۸۹
10. مرا به عشق بسپارید؛ دیوان شعر شیرکو بیکس، نشر افراز ۱۳۹۰
11. قصر پرندگان غمگین؛ رُمان بختیار علی، نشر افراز ۱۳۹۱
12. بوی نامه؛ دیوان شعر شیرکو بیکس، نشر پویان ۱۳۹۲
13. عمویم جمشیدخان؛ رُمان بختیار علی، نشر افراز ۱۳۹۴
14. پرندگان در باد؛ رُمان عطا نهایی، نشر به نگار ۱۳۹۴
15. زمانی گڕ (زبان شعله)؛ شعر دو زبانه عبدالله پشیو، انتشارات اتحادیه نویسندگان کُرد، ۲۰۱۳
16. آیه‌های عاشقانه؛ گزیده اشعار لطیف هَلمَت، انتشارات نگاه ۱۳۹۴
17. گفته بودم که تو را دارم دوست (عاشقانه‌های شعر کُرد)، نشر مروارید ۱۳۹۴
18. حصار و سگهای پدرم؛ رُمان شیرزاد حسن، نشر افراز ۱۳۹۵
19. همیشه رو به خدا، همیشه مست؛ گزیده اشعار قباد جلی زاده، نشر کانی ۱۳۹۵
20. اسفار سرگردانی؛ رُمان جبار جمال غریب، نشر افراز ۱۳۹۵
21. کتابی که سیمرغ شد؛ رُمان جبار جمال غریب، انتشارات بوتیمار ۱۳۹۵
22. با شهرزاد در شبهای کردستان (آنتولوژی داستان کوتاه کردستان)، نشر کوله پشتی ۱۳۹۶[۵]
23. آخرین روزهای زندگی هلاله؛ رمان عطا نهایی، نشر افراز ۱۳۹۶
24. مجموعه اشعار شیرکو بیکس، انتشارات نگاه ۱۳۹۶
25. خانه ای از جنس آب؛ بهترین داستان‌های کوتاه شیرزاد حسن، نشر کتاب کوله پشتی۱۳۹۶
26. زیبارویان جهان همه همسایهٔ تواند، گزیده شعرهای قباد جلی‌زاده،نشر مروارید، ۱۳۹۶
27. روشن مثل عشق تاریک مثل مرگ؛ رُمان محمد اوزون، نشر افراز،۱۳۹۷
28. سایه و مرگ تصویرها، رُمان عطا محمد، نشر افراز،۱۳۹۷
29. سرانجام پیش تو برمی گردم، سرنوشت من این است؛ گزیده شعرهای بختیار علی، کوله پشتی،۱۳۹۷
30. وەها دەڵێ نیچە (قسە نەستەقەکانی نیچە) ترجمه گزین گویه‌های ویلهلم فردریش نیچه به کُردی، نشر زانکو ۱۳۹۷
31. عشق(ئه وین)؛گزیده اشعار لطیف هلمت،نشر گیومه،۱۳۹۷
32. مرگی تدریجی است بی تویی؛گزیده اشعار رفیق صابر،نشر گیومه،۱۳۹۷
33. دفتر سرخ؛ گزیده اشعار عبدالله پشیو،نشر گیومه،۱۳۹۷
34. تاریخ جنون؛ یک شعر بلند(مانیفست شعر شِت)،ترجمه شعر یونس رضایی،نشر گیومه،۱۳۹۷
35. اینک دختری میهن من است؛ گزیده عاشقانه های شیرکو بیکس، انتشارات نگاه، ۱۳۹۷
36. راهنمای نویسندگان مقتول، رُمان عطا محمّد، انتشارات افراز، ١٣٩٨
37. انار و فرشتهٔ مرگ، رُمان عطا محمّد، نشر نگاه، ١٣٩٩
38. تاریخ گریه، صلاح حسن‌پهلوان، نشر آگه، ١٤٠١
39. سبزها و سرخ‌های یک آبی، فرهاد پیربال، نشر سولار، ١٤٠١
40. زنده خواب، فتاح امیری، انتشارات نگاه، ۱۴۰۳

## آثار (تالیف)
تألیفات رضا کریم مجاور، با ذکر چاپ اول: 
1. علفهای هرز مزارع ایران و خواص دارویی آنها، نشر ادیبان ۱۳۹۵
2. با راویان سرزمین زخم و عشق (تحلیل و تخلیص ده رمان مهم ادبیات معاصر کُرد)؛ نشر ورا،۱۳۹۷
3. بنەماکانی وەرگێڕان (اصول ترجمه)، خانەی موکریانی؛ هەولێر (اربیل)؛ ۲۰۱٤
4. دایی کفش دوزک (خاڵەخاڵخاڵووکە)، انتشارات اریش؛ (شعر کودکان، دو زبانه فارسی و کردی)؛ ۱۳۹۸
5. شێعری میوەکان (شعرِ میوه‌ها)، شێعری منداڵان و مێرمنداڵان (شعر کودکان و نوجوانان)، انتشارات نارین، بوکان
6. سنجاب دُم طلایی، شعر کودکان، انتشارات اریش، تهران؛ ١٣٩٨
7. جوجه‌تیغیِ باهوش (ژیشکی ژیر)، شعر کودک و نوجوان، انتشارات اریش، تهران؛ ١٣٩٩
8. میوەکانی کوردەواری (میوه‌های کردستان)، شعر کودک، انتشارات زانکو، بوکان؛ ١٤٠٢

## جوایز
رضا کریم‌مجاور سال ۱۴۰۲ برای ترجمه مجموعه داستان «با شهرزاد در شب‌های کردستان» نوشته جمعی از نویسندگان کُرد؛  نشان مهرگان ادب را دریافت کرد. در همین سال کتاب «پرندگان در باد» نوشته «عطا نهایی» نیز به فهرست نهایی جایزه راه یافت.
سال ۱۳۹۹ جایزه مهرگان ادب به رُمان «آخرین روزهای زندگی هلاله» نوشته «عطا نهایی» تعلّق گرفت که «رضا کریم‌مجاور» آن را از زبان کُردی به زبان فارسی برگردانده است. 
در "نخستین جشنوارهٔ جایزه‌شعر کُردستان"، که بهار ١٣٨٦ در سنندج برگزار شد، مقام دوّم به رضا کریم‌مجاور تعلّق گرفت.

## نمونه ترجمه شعر و نثر
٭ از بختیار علی:
من که با تماشای گل‌ها می‌میرم
با آذرخشم چرا می‌کُشی؟
من که با ترنّم ترانه می‌میرم
با خنجرم چرا می‌کُشی؟ 

٭ از قباد جلی زاده:
من و تو
در قایقی کوچک
با دستانی کوچک
به هم هدیه دادیم
زمین و دریا و خوشه‌های گندم و پروانه
به تو رسید 
ماه و خورشید و باران و ستاره به من
دیگر ابرقدرت‌ها
بی‌هوده با هم می‌جنگند
وقتی که ما
تمام دنیا را میان خود تقسیم کرده‌ایم! 

٭از لطیف هلمت:
هرچه می‌خواهید بگویید...
آن‌که چشمان دختران را پاس ندارد
نمی‌تواند از چشمه‌های میهن‌اش پاس‌داری کند

٭ از عطا محمد:
می‌خواست مقاله‌ای دربارهٔ این موج آوارگی بنویسد که اخیراً به اروپا روی آورده بود. احساس می‌کرد انسان خاورزمین رفته‌رفته به‌سوی بی‌وطنی پیش می‌رود و این مسأله هم به نوبهٔ خود مشکل بزرگی به دنبال دارد و آن این‌که آدم آواره، وطن‌اش را با خودش برمی‌دارد و به هر جا که برود، آن را با خود می‌برد و می‌خواهد در دل شهرهای اروپا و حاشیه‌های آن‌جا میهن کوچکی به شکل میهن پیشین‌اش برای خود بسازد. آدم آواره، خوراک و پوشاک و نوشاک و رقص و ترانه و سیگار و قلیان و ایمان و خدا را در دل‌اش برمی‌دارد و با خود می‌گرداند. 